# Steganthera cooperorum
Steganthera cooperorum är en tvåhjärtbladig växtart som beskrevs av Whiffin. Steganthera cooperorum ingår i släktet Steganthera och familjen Monimiaceae. Inga underarter finns listade i Catalogue of Life.